# فوزي منيب
فوزي منيب (4 ديسمبر 1898 - 17 يوليو 1947) هو ممثل ومخرج مسرحي مصري.

## حياته
من مواليد 4 ديسمبر 1898  درس في مدرسة الخديوية الثانوية، وتفرغ بعدها للعمل في المسرح. عمل في فرقة علي الكسار ونافسه في دور النوبي نظراً لسمرة بشرته. كما عمل في فرقة «صدقي» وانضم كذلك إلى فرقة «المصري» بالإسكندرية. قام بتمصير العديد من المسرحيات. شارك في الفيلم الإيطالي «في بلاد توت عنخ آمون» للمخرج فيكتور روسيتو عام 1923. كان له الفضل في تقديم الفنان على الكسار لأول مرة في السينما المصرية.توفي فوزي منيب في 17 يوليو 1947 عن عمر يناهز 49 سنة.

## مسيرته
قرر فوزي منيب مع الفنان على الكسار في عام 1920 تقديم الفيلم الصامت القصير «الخالة الأمريكانية» للمخرج الإيطالي بونفيللي، وشهد الفيلم للمرة الأولى فكرة قيام أحد الأبطال بتجسيد شخصية امرآة بوجه عام، وقد حقق الفيلم حينها قبولًا جماهيريًا وجاء الفيلم في 32 دقيقة، كما شهد الفيلم الظهور الأول للفنانة كوكا، وشارك في بطولته ألفريد حداد، أمين صدقي، ومن إخراج بونفيللي، وهو الذي كتب الفيلم المأخوذ عن  المسرحية الإنجليزية «خالة تشارلى».
أنشأ فرقة مسرحية مع زوجته الممثلة «ماري منيب» التي التقى بها في داخل عربات أحد القطارات المتجهة إلى الشام، وكانت ماري ذاهبة وهي في عمر 14 سنة لتبدأ عملها في إحدى الفرق الغنائية هناك وتم الزواج داخل القطار، وقد عرفت الفرقة باسميهما (فرقة فوزي منيب)، وقد عرضا غالبية مسرحياتهم الناجحة على مسارح روض الفرج، ولكن مع بداية الثلاثينيات بدأ الإقبال الجماهيري على عروض الفرقة يقل، مما أدى لاحقًا لإنفصال ماري وفوزي فنيًا وعاطفيًا بعد سنوات طوال من التعاون الفني والزواج.

## قائمة أفلامه
فيلم قصير «الخالة الأمريكانية» للمخرج الإيطالي بونفيللي عام 1920
فيلم قصير «خاتم سليمان» للمخرج الإيطالي ليونار لاريتشي عام 1922
فيلم «في بلاد توت عنخ آمون» للمخرج الإيطالي فيكتور روسيتو عام 1923
فيلم «الأبيض والأسود» للمخرج الإيطالي ألفيزي أورفانيللي عام 1936
فيلم «أصحاب العقول» للمخرج الإيطالي ألفيزي أورفانيللي عام 1940

## وصلات خارجية
- فوزي منيب على موقع IMDb (الإنجليزية)
- فوزي منيب على موقع قاعدة بيانات الأفلام العربية
- فوزي منيب على موقع قاعدة بيانات الفيلم (الإنجليزية)
- فوزي منيب على موقع الدهليز
- فوزي منيب على موقع كاروهات